# Ålabodarna
Ålabodarna är en småort och ett fiskeläge i Glumslövs socken i Landskrona kommun. Det är beläget vid Öresund i höjd med Ven, omkring 3 kilometer väster om Glumslöv. 

## Samhället
Huvudsakligen är fastigheterna bebodda året runt men allt fler används som sommarnöjen. I hamnen i Ålabodarna har de flesta yrkesbåtar nu ersatts av fritidsbåtar. 

## Personer från orten
Skalden Gabriel Jönsson föddes här och mycket av hans diktning kretsar kring orten och dess omgivande landskap. 